# Kim Sun-woong
Đây là một tên người Triều Tiên, họ là Kim.
Kim Sun-woong (sinh ngày 1 tháng 11 năm 1991) là một nam ca sĩ và diễn viên người Hàn Quốc. Anh là thành viên của nhóm nhạc nam Hàn Quốc Touch.  Sunwoong được biết đến với các vai chính trong Ma Boy và Thumping Spike 2. Sunwoong cũng xuất hiện trong bộ phim Do You Love.

## Các phim đã đóng

### Phim truyền hình
| Năm  | Tên                          | Vai diễn                            | Tham khảo.  |
| ---- | ---------------------------- | ----------------------------------- | ----------- |
| 2011 | I Believe in Love            | Thành viên nhóm nhạc thần tượng RDM | [ 2 ]       |
| 2012 | Ma Boy                       | Irene/Hyun Woo                      | [ 3 ] [ 4 ] |
| 2014 | You Are My Destiny           | Moon Woo Bin                        | [ 5 ] [ 6 ] |
| 2014 | Blade Man                    | Kyung Ho                            | [ 7 ]       |
| 2015 | All About My Mom             | Min-sun                             | [ 8 ]       |
| 2016 | Legend Hero                  | Zhuge Liang                         | [ 9 ]       |
| 2016 | Cinderella with Four Knights | Bạn của Hyun Min                    | [ 10 ]      |
| 2016 | Thumping Spike 2             | Go Yi Ra                            | [ 11 ]      |
| 2017 | Love Returns                 | Oh Dae Young                        | [ 12 ]      |

### Phim điện ảnh
| Năm  | Tên                       | Vai diễn    | Ngôn ngữ  | Tham khảo. |
| ---- | ------------------------- | ----------- | --------- | ---------- |
| 2016 | Legend Hero Three Kingdom | Zhuge Liang | tiếng Hàn | [ 13 ]     |
| 2018 | Are We In Love?           | Jang        | tiếng Hàn | [ 14 ]     |
| 2019 | Unalterable               | Kim Geon    | tiếng Hàn | [ 15 ]     |
| 2020 | Do You Love               | Byung Oh    | tiếng Hàn | [ 16 ]     |